# Max Bächer
Max Bächer (* 7. April 1925 in Stuttgart; † 11. Dezember 2011 in Darmstadt) war ein deutscher Architekt und Hochschullehrer. Er galt im Rahmen von Architektenwettbewerben als Doyen unter den deutschen Preisrichtern.

## Werdegang
Max Bächer, Sohn eines Stuttgarter Arztes, wurde nach dem Notabitur 1943 als Soldat im Zweiten Weltkrieg 1944 in Italien schwer am linken Arm verletzt. 1945 kehrte er zurück und wurde von der amerikanischen Militärregierung mit der Reorganisation der von den Nationalsozialisten aufgelösten Jugendbewegungen beauftragt. Er war Mitbegründer des Stuttgarter Stadtjugendrings und Mitglied im Kulturbund Stuttgart.
Ab 1946 studierte Max Bächer Architektur an der Technischen Hochschule Stuttgart mit den Nebenfächern Kunst- und Literaturgeschichte, unter anderen bei Otto Schmitt und Fritz Martini. Seinen Studienschwerpunkt legte er auf Entwerfen und Städtebau bei Richard Döcker und Rolf Gutbier. Er war Hilfsassistent bei Hans Hildebrandt, Lehrstuhl für Kunst des 20. Jahrhunderts und lernte Willi Baumeister, Max Bill, Hugo Häring, Hans Scharoun, Walter Gropius, Alfred Roth, Tut Schlemmer und Wilhelm Wagenfeld kennen. 1949 konnte er als Stipendiat am Georgia Institute of Technology in Atlanta studieren, wo er Gastkorrekturen bei Ieoh Ming Pei und Hugh Stubbins hatte. Bei einer 18-monatigen Studienreise durch die Vereinigten Staaten begegnete er Charles Eames, Craig Ellwood, Ludwig Hilberseimer, Louis Kahn, Erich Mendelsohn, Ludwig Mies van der Rohe, Richard Neutra und Frank Lloyd Wright. 1951 legte er bei Rolf Gutbrod an der Technischen Hochschule Stuttgart die Diplom-Prüfung ab. 1951 bis 1952 arbeitete Max Bächer bei Bodo Rasch in Stuttgart, ab 1955 war er freier Mitarbeiter und 1955/56 Partner bei Paul Stohrer in Stuttgart.
Ab 1956 führte er sein eigenes Architekturbüro in Stuttgart und war zudem ab 1960 Lehrbeauftragter am Institut für Städtebau der TH Stuttgart bei Rolf Gutbier. 1964 erhielt er einen Ruf auf den Lehrstuhl für Entwerfen und Raumgestaltung an die Technische Hochschule Darmstadt. Von 1966 bis 1970 war er Vorsitzender des Deutschen Werkbundes Baden-Württemberg. 1975 eröffnete er in Darmstadt ein Büro; 1980 übergab Max Bächer das Stuttgarter Büro an seinen langjährigen Büropartner (seit 1965) Harry G. H. Lie und zog auch privat nach Darmstadt. Als Gastprofessor unterrichtete er 1981 an der Tongji-Universität in Shanghai. Über 20 Jahre lang war er Vorsitzender der Studienreform-Kommission für Architektur und Städtebau bei der Kultusministerkonferenz. 1994 wurde er emeritiert.
Bächer lebte in Stuttgart, Darmstadt und am Gardasee. Er war in erster Ehe mit Brigitte Bächer (geb. Schairer) (1925–2012) verheiratet. In zweiter Ehe war er mit der Architektin Marianne Bächer-von Simson liiert; aus erster Ehe hatte er drei Töchter. Bächer starb an den Folgen eines Unfalls aus dem Frühjahr 2011; er wurde in Stuttgart beigesetzt.

## Wirken
Max Bächer war renommierter Preisrichter bei zahlreichen Wettbewerben im In- und Ausland und als „König der Wettbewerbe“ bekannt. Seit 1997 war er Vorsitzender des Gestaltungsbeirats Salzburg, von 2000 bis 2003 Beiratsmitglied. Er wirkte als Planungsbeirat von Dresden über Bremen bis Frankfurt am Main.
Neben seiner Bau- und Lehrtätigkeit veröffentlichte Max Bächer über 100 Publikationen, Festschriften, Buchbeiträge zu Architektur und Städtebau und war 20 Jahre lang Redaktionsmitglied der BDA-Zeitschrift „der architekt“. Er engagierte sich langjährig für das Deutsche Architekturmuseum DAM und war langjähriger Vorsitzender des Vereins der Freunde des Deutschen Architekturmuseums in Frankfurt.
Die private Bibliothek von Max Bächer wurde 2012 an die Universitätsbibliothek der Bauhaus-Universität Weimar übergeben.

## Ehrung und Auszeichnungen
- Zahlreiche Preise und Prämierungen, mehrfach Paul-Bonatz-Preis und Hugo Häring-Preis
- 2004: Ehrendoktorwürde der Bauhaus-Universität Weimar
- 2007: Literaturpreis der Deutschen Architekten- und Ingenieurverbände DAIV für sein schriftstellerisches Werk[6]
- 2009: Ehrenmitgliedschaft des BDA Hessen für sein lebenslanges Engagement für Bau- und Stadtbaukultur[6]

## Bauten
- 1958: Haus Luz in Stuttgart[7]
- 1959: Haus Windstosser in Stuttgart
- 1963: Kindergarten und Volksschule der Waldsiedlung bei Gerlingen[8]
- 1968: Kleiner Schloßplatz in Stuttgart
- vor 1969: Altenheim in Stuttgart[9]
- 1971–1973: Krematorium auf dem Waldfriedhof Leinfelden, Leinfelden-Echterdingen
- 1974: Radio- und Musikhaus „Lerche“ in Stuttgart (umgebaut 2006 durch Lederer+Ragnarsdóttir+Oei)
- vor 1976: Altenheim in Stuttgart-Mönchsfeld (mit Harry G. H. Lie)[10]
- vor 1976: Einfamilienhaus in Gerlingen[11]
- 1977: „Berger Sprudler“ in Stuttgart mit Hans Luz
- 1983–1986: Wohnhaus Gondert in Bingen[12]
- 1986: Justizgebäude in Freiburg im Breisgau
- 1992: Parkfriedhof Heiligenstock in Frankfurt am Main
- 1992: „Zentrum für Wildwassermeisterschaften“ für die Olympischen Sommerspiele 1992, Barcelona

## Veröffentlichungen
- Das kleine und das große Grün. Eine Ausstellung von Max Bächer, Walter Belz, Hans Kammerer, Hans Luz, Wolfgang Miller, Klaus Zimmermann. Karlsruhe 1967.
- Praktische Betontechnik. Ein Ratgeber für Architekten und Ingenieure. Einführung, Beton Verlag, Düsseldorf 1977.
- Neue Aufgaben für die City, Platz und Bauwerk als Beitrag zur Erhaltung und Gestaltung der Innenstädte, Christian Fahrenholtz, Max Bächer, Alain Trapenard, Hans Christians Verlag, Hamburg 1978.
- Bauen in Sichtbeton, Max Bächer und Erwin Heinle. Julius Hoffmann, Stuttgart 1966.
- Die Frau Architekt: Eine Damenrede. Forum Verlag, Stuttgart 1976.
- Kunstmuseum Bonn, Essay von Max Bächer, Max Bächer und Axel Schultes, Edition Kristin Feireiss, Ernst und Sohn, Berlin 1994.
- Mehr als umbaute Luft. Betrachtungen über Architektur und Zeitgeschichte, Hohenheim Verlag, Stuttgart und Leipzig 2008, ISBN 978-3-89850-155-2.
- Es kommt drauf an, was man draus macht. Abschied von der Gegenständlichkeit, Architektur-Galerie am Weißenhof, Stuttgart, 2001.
- Zeppelin Carré Stuttgart. Die Verwandlung eines innerstädtischen Quartiers. Wasmuth, Tübingen/Berlin 1999.
- Anhand von Bildern. Bauten aus 5 Jahrzehnten, Architektur-Galerie am Weißenhof, Spurbuch-Verlag, Baunach 2000, ISBN 3-88778-248-8.
- Ein Leben im öffentlichen Raum, Otto Herbert Hajek, Max Bächer, Max Verlag, Hohenheim 2002.
- Schwäbisch-Dialektisches und Stuttgarter Skizzen, Hohenheim Verlag.

## Zitate
„Körper verdrängt Raum. Raum verdrängt Körper. Raum und Körper sind Gegensätze, die einander bedingen. Raum wird durch seine Leere nutzbar. Sie ist seine entscheidende Qualität.“